# Gammagrafia de perfusió
L'exploració de perfusió o gammagrafia de perfusió és el procés mitjançant el qual es pot observar, registrar i quantificar la perfusió. La perfusió és el pas d'un fluid a través del sistema limfàtic i els vasos sanguinis, cap a un òrgan o teixit. El terme exploració de perfusió inclou una àmplia gamma de modalitats de imatge mèdica.

## Aplicacions
Els metges poden prendre decisions més ràpides i precises sobre el tractament dels pacients, quan tenen la capacitat d'avaluar les dades sobre el flux sanguini que va cap als òrgans vitals, com el cor i el cervell. La medicina nuclear ha estat liderant l'exploració de perfusió durant algun temps, encara que la modalitat té certs riscos. Algunes vegades, els resultats de l'escaneig poden mostrar patrons esponjosos i irregulars. No obstant això, els desenvolupaments més recents en tomografia computada (CT) i en imatge per ressonància magnètica (MRI), ofereixen imatges més clares i dades més confiables, mostrant gràfics que representen el flux sanguini i el volum de sang que es mou dins dels òrgans.